# Beykan Şimşek
Beykan Şimşek (Aydın, 1 januari 1995) is een Turks voetballer die bij voorkeur als aanvaller speelt.

## Clubcarrière
Beykan Şimşek is een jeugdproduct van Fenerbahçe. Hij maakte zijn profdebuut op 23 januari 2013 in de Turkse voetbalbeker tegen Bursaspor. Na 73 minuten viel hij in voor de Slowaak Miroslav Stoch. Vier minuten voor tijd scoorde hij het derde doelpunt van de wedstrijd (3-0). Eén maand later gunde coach Aykut Kocaman Şimşek opnieuw speeltijd in de beker, ditmaal was 1461 Trabzon de tegenstander. Hij viel al na 62 minuten in voor Caner Erkin. Op 7 april 2013 maakte hij zijn competitiedebuut tegen Orduspor. Hij viel vijf minuten voor het einde van de reguliere speeltijd in voor de Kameroener Pierre Webó. In dat duel vierde de 19-jarige Salih Uçan zijn doorbraak met twee doelpunten. De wedstrijd in Altınordu eindigde op 0-2. Hij wist echter nooit een doorbraak te maken en vervolgde zijn carrière bij kleinere clubs in Turkije.